# Corporazione delle Nuove Musiche
La Corporazione delle Nuove Musiche fu fondata nel 1923 da Alfredo Casella allo scopo di creare e diffondere eventi musicali in ambito classico-sinfonico. L'organizzazione succedeva alla sua prima Società Italiana di Musica Moderna (1917). Per la presentazione del Pierrot Lunaire di Arnold Schönberg, furono  organizzate tournée con serie di concerti a Roma, Napoli, Firenze, Venezia, Padova, Torino e Milano, a cui parteciparono musicisti di vaglia, con lo stesso Schönberg in veste di direttore d’orchestra.

## Storia

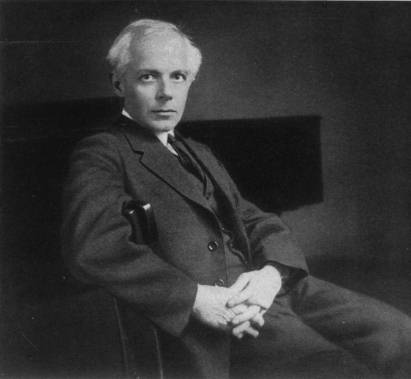
Béla Bartók, illustre compositore ungherese invitato in Italia dalla Corporazione delle Nuove Musiche

Nel 1923, con Gian Francesco Malipiero e con il sostegno di Gabriele D'Annunzio, Alfredo Casella fonda la Corporazione delle Nuove Musiche (che diventa, su richiesta del presidente, il musicologo Edward Joseph Dent, la sezione italiana della Società internazionale per la musica contemporanea. Nel 1924, sotto l'egida del progetto, Casella dopo aver organizzato l'esecuzione in molte città italiane del Pierrot Lunaire di Arnold Schönberg, dirige l'Histoire du soldat di Igor Stravinskij e, in occasione del sesto festival della Società internazionale di musica contemporanea, tenutosi per sua iniziativa a Siena nel settembre del 1928, Les noces, sempre di Stravinskij. Grazie all'impegno costante e proficuo della Corporazione, vengono invitati in Italia compositori come Béla Bartók e Paul Hindemith e si fanno  conoscere le opere di Arthur Honegger, Darius Milhaud, Ernest Bloch, Zoltán Kodály, Francis Poulenc, Maurice Ravel e quelle di numerosi giovani musicisti italiani. Dal 1928, fino alla Seconda guerra mondiale, la Corporazione delle Nuove Musiche diventa la sezione italiana della Società internazionale per la musica contemporanea.